# The Dominion Curling Club Championships
The Dominion Curling Club Championships, klubowe mistrzostwa Kanady w curlingu,  amatorski turniej curlingowy rozgrywany corocznie począwszy od 2009. W mistrzostwach biorą udział najlepsi zawodnicy na poziomie klubowym z każdej prowincji, terytorium i dodatkowo Northern Ontario.
W poszczególnych prowincjach i terytoriach odbywają się turnieje eliminacyjne, które mają na celu wyłonienie reprezentantów. Każdy klub może wystawić do rozgrywek tylko jedną drużynę, przy czym nie mogą być to zawodnicy wysoko notowani w rankingach (np. CTRS). W zespole może znajdować się tylko jedna osoba, która uczestniczyła w obecnym lub poprzednim sezonie w turnieju finałowym mistrzostw prowincji, mistrzostw prowincji seniorów lub w turnieju z cyklu Wielkiego Szlema. Od 2011 restrykcje zostaną zwiększone do 4 lat wstecz.
Wszystkie dochody uzyskane z organizacji mistrzostw przekazywane są Canadian Paraplegic Association.
W turnieju bierze udział 14 zespołów, dlatego rywalizację w Round Robin podzielono na dwie losowo wybierane grupy.

## Wyniki

### Kobiety
| Rok  | Złoto                                                                                             | Srebro | Półfinał                        |
| ---- | ------------------------------------------------------------------------------------------------- | --- | ------------------------------- |
| 2009 | Ontario · High Park Curling Club · Kelly Cochrane, Kelly Scissons, Brenna Cochrane, Lisa Rawlings | Manitoba · Stonewall Curling Club · Jackie Komyshyn, Riki Komyshyn, Amanda Tycholis, Vanessa Chetyrbok      | Alberta · Saskatchewan          |
| 2010 | Alberta · Lethbridge Curling Club · Nanette Dupont, Lace Dupont, Shirley Koltuch, Valerie Leahy   | Saskatchewan · Kerrobert Curling Club · Darlene Gillies, Colleen Oscar-Swan, Deavon Van-Thuyne, Tracy Heidt | Manitoba · Nowa Szkocja         |
| 2011 | Manitoba · Meghan Armit, Nikki Hawrylyshen, Sarah Lund, Nadine Cabak Ralph                        | Ontario · Jodi McCutcheon, Joanne McMichael, Jeni Mah, Kelly Williams                                       | Northern Ontario · Saskatchewan |

### Mężczyźni
| Rok  | Złoto                                                                                              | Srebro | Półfinał                                      |
| ---- | -------------------------------------------------------------------------------------------------- | --- | --------------------------------------------- |
| 2009 | Ontario · Chatham Granite Club · Robert Stafford, Ben Curtis, Mark Patterson, Ed DeSchutter        | Kolumbia Brytyjska · Vernon Curling Club · Kevin Geistlinger, Darren Heath, Kevin Pickering, Danny Colton | Manitoba · Saskatchewan                       |
| 2010 | Saskatchewan · Sutherland Curling Club · Darren Camm, John Carlos, Mark Steckler, Michael Steckler | Ontario · Annandale Curling Club · Chris Van Huyse, Tim March, Pat Janssen, Tyler Anderson                | Alberta · Manitoba                            |
| 2011 | Alberta · Wade Thurber, Harvey Kelts, Rick Hjertaas, Eldon Raab                                    | Ontario · Greg Balsdon, Jordan Keon, Curtis Samoy, Kevin Roberts                                          | Northern Ontario · Nowa Fundlandia i Labrador |